# Frontera, Tabasco
Frontera är en ort i Mexiko.   Den ligger i kommunen Centla och delstaten Tabasco, i den sydöstra delen av landet, 700 km öster om huvudstaden Mexico City. Frontera ligger 5 meter över havet och antalet invånare är 22 621.
Terrängen runt Frontera är mycket platt. Runt Frontera är det ganska glesbefolkat, med 32 invånare per kvadratkilometer. Frontera är det största samhället i trakten. Trakten runt Frontera består huvudsakligen av våtmarker.